# Nadagara comprensata
Nadagara comprensata är en fjärilsart som beskrevs av Walker 1862. Nadagara comprensata ingår i släktet Nadagara och familjen mätare. Inga underarter finns listade i Catalogue of Life.